# Tuscania
Tuscania ist eine Stadt in Italien mit 8189 Einwohnern (Stand 31. Dezember 2023). Sie liegt rund 90 Kilometer nordwestlich von Rom in der Provinz Viterbo, einem Teil der historischen Landschaft Tuszien. Tuscania ist für seine etruskischen Gräber und romanischen Kirchen bekannt.

## Geographie

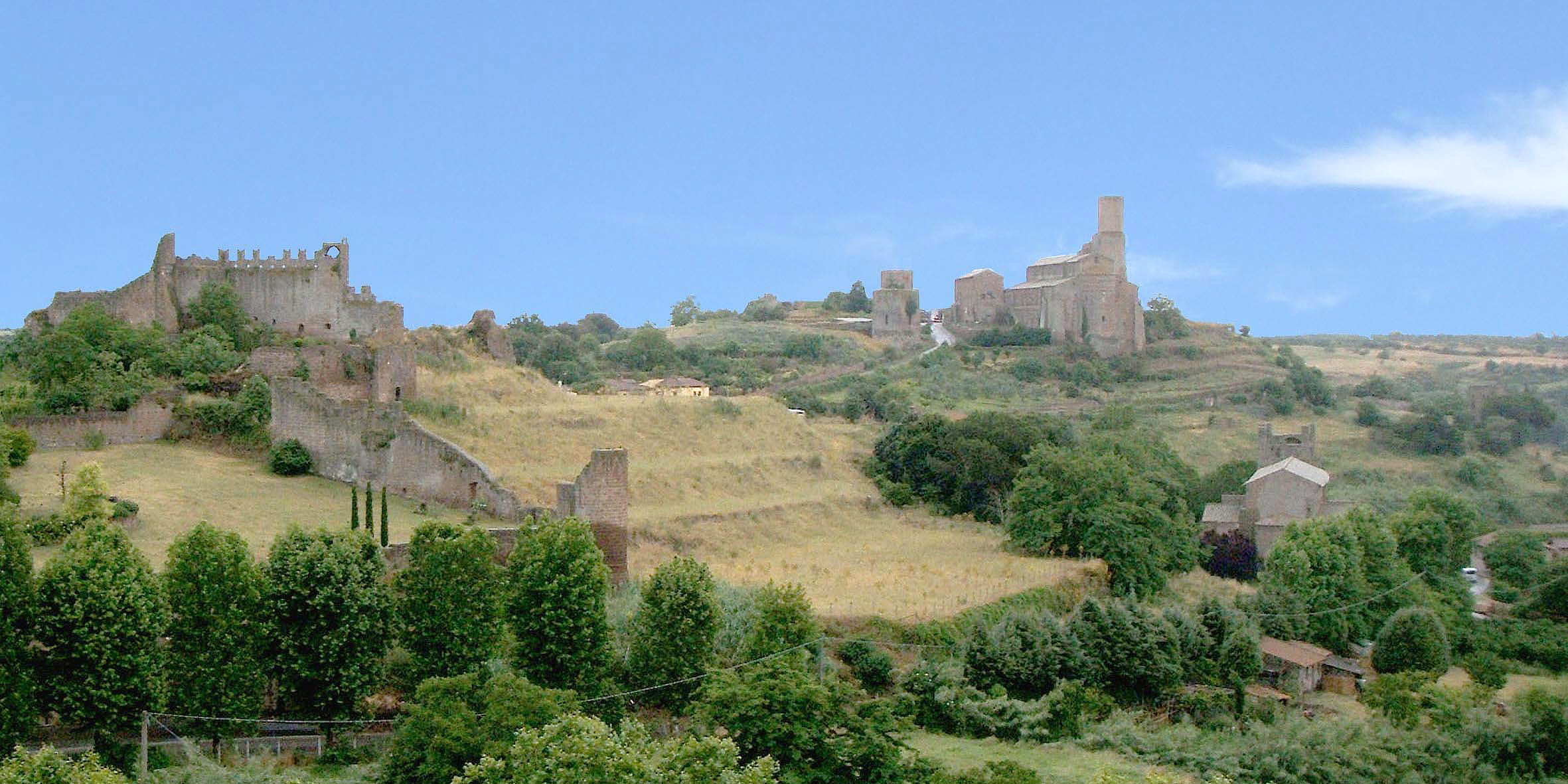
Tuscania, Blick auf den Hügel von San Pietro

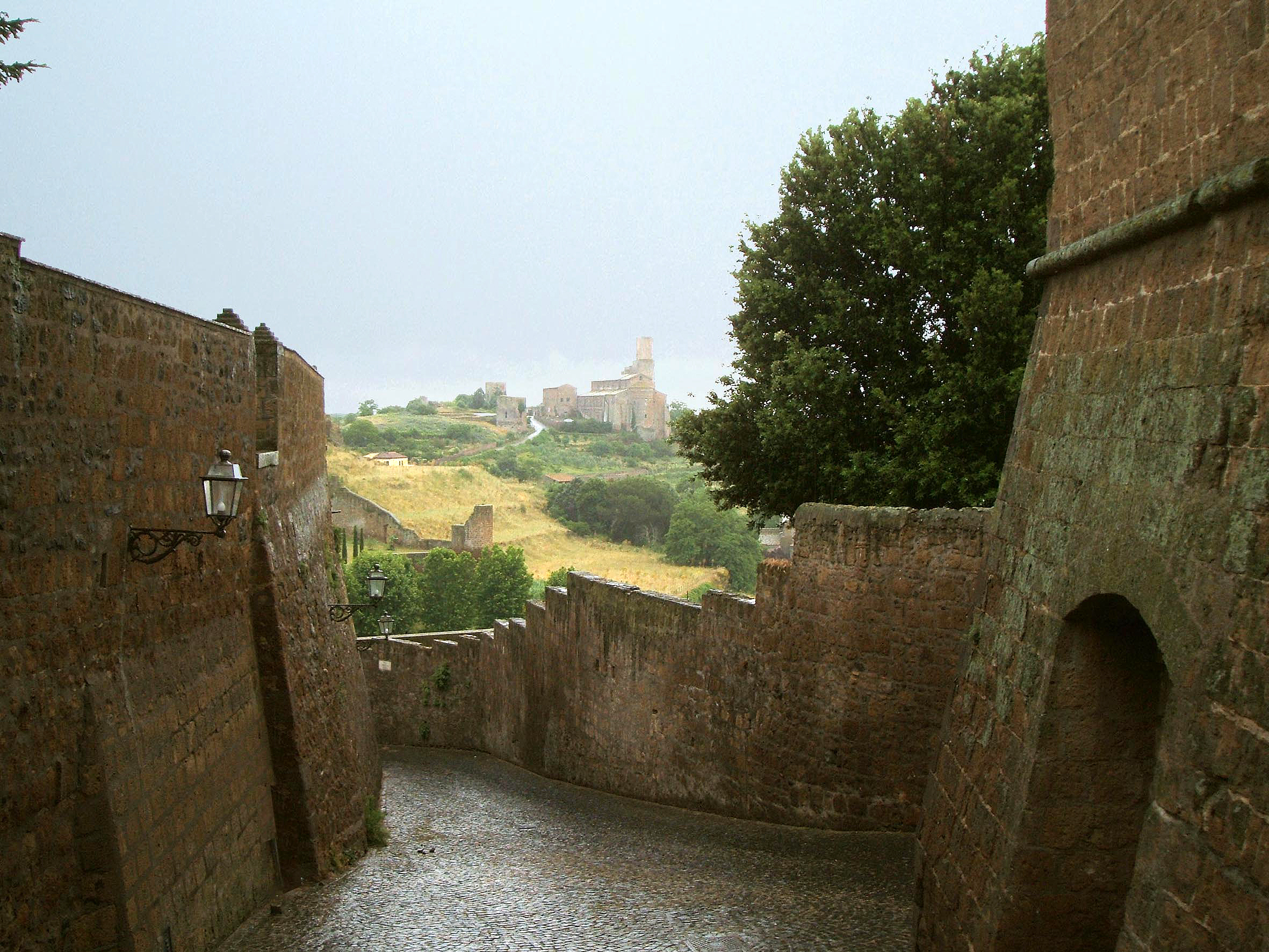
Blick von der Stadtmauer auf San Pietro

Die Stadt liegt auf einem Tuffsteinplateau, umgeben von tief eingeschnittenen Tälern, darunter das des Flusses Marta. Vor allem von Süden und Osten bietet Tuscania ein einzigartiges Panorama mit seiner vollständig erhaltenen mittelalterlichen Stadtmauer und den romanischen Türmen der außerhalb der Stadt auf einem Hügel gelegenen Kirche San Pietro.
Tuscania ist Zentrum des 1997 gegründeten Naturreservats Tuscania, das 1901 Hektar umfasst und zu dem auch ein im Nordosten gelegener Korkeichenwald gehört.
Tuscania trägt die Bandiera Arancione ein Qualitätssiegel im Bereich Tourismus und Umwelt des TCI.

## Geschichte
Bereits in der Bronzezeit war die Region von Tuscania besiedelt. Im 8. Jahrhundert v. Chr. bildeten sich auf sieben Hügeln im Bereich der heutigen Stadt etruskische Dörfer, die zum Territorium von Tarquinia gehörten. Mit der Zeit entwickelte sich die auf dem heutigen Hügel von San Pietro gelegene Siedlung zu einem städtischen Zentrum mit einer Akropolis an Stelle der heutigen Kirche. Die Etrusker nannten die Stadt Tuscana.
285 v. Chr. wurde die Stadt, von den Römern erobert und ihrem Herrschaftsbereich eingegliedert. Plinius erwähnt diese Stadt erstmals und spricht dabei von den Tuscanern als ihren Einwohnern. Sowohl die etruskische als auch die römische Stadt hatten eine wesentlich größere Ausdehnung als das heutige Tuscania. Sie florierte nicht zuletzt auch durch den Bau der Via Clodia, etwa 225 v. Chr., die von Rom nach Saturnia in der Toskana führte und sich hier mit den alten Wegen durch das Martatal vom Bolsenasee zum Meer kreuzte.
In der Völkerwanderungszeit wurde Tuscania stark in Mitleidenschaft gezogen und verlor einen Großteil seiner Einwohner. Der Ort bestand nur noch aus dem direkten Umfeld der Akropolis außerhalb der heutigen Stadt.
Im Jahre 569 oder 574 kam die Stadt unter die Herrschaft der Langobarden. In dieser Zeit wurde sie auch Bischofssitz mit Santa Maria Maggiore als Bischofskirche.
778 kam sie durch Schenkung Karls des Großen an den Kirchenstaat. Der Ort trug nun den Namen Toscanella. Im Jahr 852 wurde auf den Ruinen des Tempels der Akropolis San Pietro als neue Bischofskirche errichtet.
1207 erreichte Toscanella von Papst Innozenz III. die Anerkennung als Freie Kommune. Damit begann eine Blütezeit, in der sich die Stadt wieder auf die benachbarten Hügel ausdehnte. Die Bürger bevorzugten, in Abgrenzung zum Bischof, den Hügel Rivellino als ihr Zentrum. Hier steht bis heute das Rathaus.
Bereits ab dem 14. Jahrhundert wurde die Unabhängigkeit der Stadt durch benachbarte Adelsgeschlechter wieder bedroht. Zwei Schicksalsschläge besiegelten dann den Niedergang. Im Jahre 1494 wurde die Bevölkerung durch die Pest dezimiert. 1495 schließlich fiel ein Söldnerheer unter König Karl VIII. von Frankreich in die Stadt ein und plünderte sie fünf Tage lang. Toscanella wurde zu großen Teilen zerstört. In der Folge wurde der Stadtteil um San Pietro aufgegeben und der Bischofssitz nach Santa Maria della Rosa verlegt. Die Stadt zog sich hinter die bis heute erhaltenen Stadtmauern zurück. Damit hatte sich die Stadtfläche wieder mehr als halbiert. Toscanella verlor seine Vormachtstellung im nördlichen Latium endgültig an Viterbo und sank zu einem Landstädtchen ab.
1911 erhielt Toscanella seinen antiken Namen Tuscania wieder.
Am Abend des 6. Februar 1971 wurde Tuscania von einem schweren Erdbeben heimgesucht, das 31 Todesopfer forderte. 70 % aller Gebäude wurden beschädigt oder zerstört, darunter auch alle Kirchen. Beim mehr als zehn Jahre andauernden Wiederaufbau wurde allerdings Wert darauf gelegt, das historische Stadtbild zu erhalten. Behutsame und genaue Rekonstruktion wurde dem Neubau von Häusern vorgezogen. In den Kirchen wurden 700 m² Fresken in jahrelanger Arbeit wiederhergestellt. So sind heute kaum noch Spuren der Katastrophe zu finden. Tuscania hat heute trotz seiner wechselvollen Geschichte eines der stimmungsvollsten historischen Stadtbilder der Provinz Viterbo.

## Bevölkerungsentwicklung
| Jahr      | 1871 | 1881 | 1901 | 1921 | 1936 | 1951 | 1971 | 1991 | 2001 |
| --------- | ---- | ---- | ---- | ---- | ---- | ---- | ---- | ---- | ---- |
| Einwohner | 3372 | 3640 | 4839 | 5522 | 5755 | 6841 | 6866 | 7721 | 7717 |

Quelle: ISTAT

## Sehenswürdigkeiten

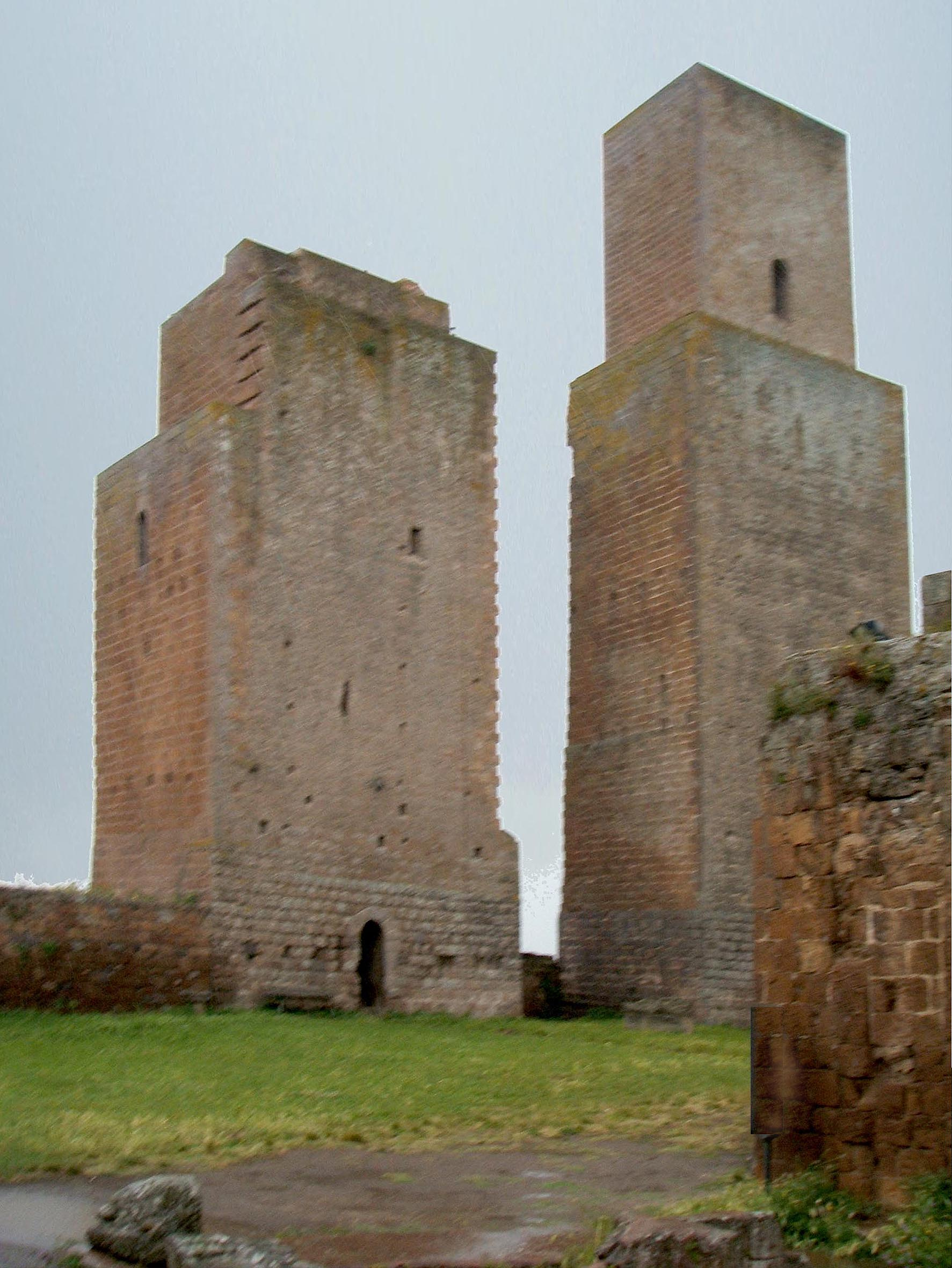
Türme von San Pietro

### Die Basilika San Pietro
Im 9. Jahrhundert wurde auf den Resten eines römischen Tempels an der Stelle der etruskischen Akropolis die erste Bischofsbasilika San Pietro errichtet. Ob und wie viele Reste dieses Baus in der heutigen Kirche erhalten sind, ist umstritten.
Der Bestand des heutigen Gebäudes geht im Wesentlichen auf das 11./12. Jahrhundert zurück. Der Komplex liegt auf einem Hügel, heute außerhalb der Stadt, und dominiert mit seinen drei wuchtigen, zur einstigen Befestigung des Hügels gehörenden Türmen das Landschaftsbild. Neben der Kirche erhebt sich der romanische Bischofspalast.
Die Fassade wurde zwischen dem Ende des 12. und dem Beginn des 13. Jahrhunderts, vielleicht als Folge eines Erdbebens, neu errichtet. Das großartige Mittelportal mit Cosmatenarbeiten dürfte noch später entstanden sein. Darüber wird der Giebel von einer prachtvollen Marmorrosette bestimmt. Bei den um sie herum angebrachten Figurenreliefs handelt es sich teilweise um etruskische Spolien (z. B. laufender Mann). Die beim Erdbeben von 1971 heruntergefallene Rosette wurde inzwischen wieder mühsam zusammengesetzt.
Im Inneren betritt man eine Säulenbasilika mit offenem Dachstuhl, die fast unverändert das Bild des 12. Jahrhunderts zeigt. Im rechten Seitenschiff steht ein Ziborium mit Säulen von 1093 (Inschrift). Bemerkenswert ist der Mosaikboden im Stil der Cosmaten. Die Marmorchorschranken mit Flechtbandornamenten aus dem 8. Jahrhundert sind aus der Vorgängerkirche übernommen worden. In der Apsis steht der steinerne Bischofsthron. Über die ganze Kirche verteilt befinden sich Fresken aus dem 12. Jahrhundert. In der Apsis ging ein bedeutendes Fresko im byzantinischen Stil, ‘‘Christi Himmelfahrt‘‘, durch das Erdbeben des Jahres 1971 leider verloren. In den Seitenschiffen sind einige etruskische Sarkophage aufgestellt.
Auch in der Hallenkrypta mit 28 antiken, wiederverwendeten Säulen befinden sich Fresken aus dem 12. Jahrhundert, unter anderem mit der Darstellung der Schutzheiligen von Tuscania. Hier sind auch römische Mauern im Opus Reticulatum erhalten.

### Basilika Santa Maria Maggiore
Die Basilika Santa Maria Maggiore in Tuscania liegt am Fuße des Hügels von San Pietro. Der Überlieferung nach soll sie im 6. Jahrhundert als erste Bischofskirche Tuscanias auf den Resten eines Janustempels errichtet worden sein. Tatsächlich wurden bei der Restaurierung nach dem Erdbeben des Jahres 1971 die Fundamente eines großen römischen Gebäudes gefunden. Erste Erwähnung fand der Vorgängerbau jedoch erst in einer Bulle des Papstes Leo IV. von 852. Die heutige Kirche stammt aus dem 12. Jahrhundert und wurde am 6. Oktober 1206 geweiht. Sie verfügt über einen mächtigen, teilweise zerstörten Campanile.

### Santa Maria della Rosa
Nach der Verwüstung von San Pietro im Jahre 1495 wurde die Kirche zur Kathedrale der Stadt. Sie zeigt eine schlichte gotisch-romanische Fassade mit starker horizontaler Gliederung. Im Inneren wurde sie nach 1495 neu gestaltet. Beim Erdbeben im Jahre 1971 kamen durch das Abfallen des Putzes allerdings einige Fresken des 13. Jahrhunderts zum Vorschein. Das Fresko der Befreiungsmadonna von Giulio Pierino d’Amelia erinnert an die Plünderung 1495 und an ein Gewitter, das die Mutter Gottes gesandt haben soll, um das Übel zu beenden.

### Santa Maria del Riposa
Die ab 1495 über einem Vorgängerbau errichtete Kirche ist ganz im Stil der Renaissance gehalten. Sie birgt im Inneren zahlreiche bedeutende Fresken und Gemälde, unter anderem von Giulio Pierino d’Amelia, Scalabrino da Pistoia, Antonio del Massaro und anderen.
In den angeschlossenen ehemaligen Klostergebäuden ist heute das Archäologische Museum untergebracht.

### Dom San Giacomo
Die gotische Kirche wurde im Stil der Renaissance neugestaltet, als 1572 der Bischofssitz hierher verlegt wurde. Im Inneren  sind zahlreiche Kunstwerke zu finden, unter anderem von Andrea di Bartolo.

### Torre di Lavello
Es handelt sich um den letzten Geschlechterturm von Tuscania. Er gehörte zum Palazzo Tartaglia. Angelo Tartaglia versuchte im 15. Jahrhundert noch einmal, die Unabhängigkeit Tuscanias vom Kirchenstaat herzustellen. Nach dessen Hinrichtung gab Papst Martin V. den Palast zur Plünderung und Zerstörung frei.

### Palazzo Comunale
Das Rathaus ist der letzte Rest der einstigen Stadtburg Rivellino. Deren letzter Turm stürzte im Jahre 1954 ein und zerstörte dabei das Stadttheater. Im 13. Jahrhundert wurden hier Abgesandte des Papstes Bonifatius VIII., die die Unterwerfung der Stadt forderten, aus dem Fenster geworfen.

### Bagno della Regina
Bei dem sogenannten Bad der Königin an der Straße zu Santa Maria Maggiore handelt es sich um die Ruinen der römischen Thermen. Eine hier gefundene weibliche Statue (heute verschwunden) wurde im Mittelalter als Königin von Tuscania bezeichnet.

### Etruskische Nekropolen
In der direkten Umgebung von Tuscania befinden sich zahlreiche Grabanlagen, die teilweise zur Besichtigung offenstehen.
Die bedeutendste Nekropole befindet sich bei der Kirche Madonna dell‘ Olivo. Darunter sind das labyrinthartig angelegte Grab der Königin und das Grab der Amazonen. Die zahlreichen seit 1967 gefundenen Sarkophage und Grabbeigaben sind im Archäologischen Museum in Tuscania und im Museo Nazionale Etrusco di Villa Giulia in Rom ausgestellt.
Die Nekropole Peschiera ist vor allem wegen der monumentalen Architektur der Gräber außergewöhnlich. Die Gräber sind offenbar nach dem Vorbild der etruskischen Wohnhäuser gestaltet.
Die Nekropole Pian di Mola, am gegenüberliegenden Ufer der Marta gelegen, ist recht ähnlich gestaltet.
Auch die Nekropolen von le Scalette, San Lazzero, San Giusto und San Pinzuto weisen interessante Grabformen auf.

### Kloster San Giusto in Tuscania
Drei Kilometer südlich der Stadt steht das Kloster San Giusto in Tuscania.

## Politik
Fabio Bartolacci ist seit dem 26. Mai 2019 der Bürgermeister von Tuscania.

## Persönlichkeiten
- Secondiano Campanari (1805–1855), Jurist und Archäologe